# أيميه هامبرت
أيميه هامبرت هو سياسي سويسري، ولد في 26 يونيو 1819 في كانتون نيوشاتل في سويسرا، وتوفي في 19 سبتمبر 1900. انتخب عضو مجلس الولايات السويسري ‏.